# 埃米尔·沃伊特 (田径运动员)
埃米尔·沃伊特（英語：Emil Voigt，1883年1月31日—1973年10月16日），英国男子田径运动员，主攻长跑。他曾代表英国参加1908年夏季奥林匹克运动会田径比赛，获得男子5英里金牌。